# 田嶋剛希
田嶋 剛希（たじま ごうき、1997年7月27日 - ）は、千葉県出身の、日本の柔道選手である。階級は90 kg級。身長172 cm。血液型はO型。組み手は右組み。得意技は袖釣込腰。

## 経歴
柔道は５歳から両親の指導のもと始めた。小学生までは下志津柔道クラブに所属、その後国士舘中学へ。
国士舘中学から国士舘高校に進むと、2年の時には全国高校選手権の個人戦90kg級と団体戦で優勝して2冠を成し遂げた。3年の時には金鷲旗で優勝すると、インターハイの団体戦でも同級生の山田伊織や1年後輩の飯田健太郎などとともに活躍して優勝を飾り、高校団体3冠(全国高校選手権、金鷲旗、インターハイ)を達成した。
2016年には筑波大学へ進学すると、1年の時には優勝大会で3位だった。2年の時には優勝大会で再び3位となった。全日本ジュニアでも3位だったが、今大会で2位になった日本体育大学1年の長井晃志とともに世界ジュニア代表に選ばれていた優勝者である明治大学2年の神鳥剛がケガをしたために、急遽代役で代表に追加選出された。その世界ジュニアでは背負投や袖釣込腰で一本勝ちを連発して決勝まで進むと、ドミニカ共和国のロベルト・フロレンティーノをも背負投で破るなど、5試合をオール一本勝ちして優勝を飾った。初開催となった男女混合による団体戦では準決勝まで一本勝ちすると、決勝のオランダ戦では背負投の技ありで勝利を収めてチームの優勝に貢献した。3年の時には優勝大会で決勝まで進んで東海大学と対戦するも引き分けると、代表戦で佐々木健志が敗れてチームは2位にとどまった。学生体重別では準決勝で頭部から流血するケガを負うも、決勝で大学の1年後輩である横内晋介を背負投で破って優勝した。この際に、「日本代表は絞られているが、割って入る気持ちでやっていきたい」とコメントした。体重別団体では2位だった。講道館杯では決勝でリオデジャネイロオリンピック金メダリストであるJRAのベイカー茉秋と対戦すると、技ありを先取するも合技で逆転負けを喫して2位だった。グランドスラム・大阪では2回戦で敗れた。2019年3月のグランドスラム・エカテリンブルグでは2回戦で元世界チャンピオンであるセルビアのネマニャ・マイドフを技ありで破るも、準々決勝でジョージアのベカ・グビニアシビリに裏投で敗れたが、その後の3位決定戦でセルビアのアレクサンダル・クコルを合技で破って3位になった。4年の時には優勝大会準決勝の国士館大学戦で100㎏級の飯田健太郎を大外刈で破ってチームを決勝に押し上げると、東海大学戦でも150㎏の清水拓実を合技で破るが、チームは敗れて2位にとどまった。ユニバーシアードでは3回戦でウズベキスタンのダフラト・ボボノフに反則負けを喫した。団体戦では3位にとどまった。講道館杯では3位だった。
2020年4月からはパーク24の所属となった。
2021年4月の体重別では決勝で会社の1年後輩である増山香補に反則負けして2位だった。11月のグランドスラム・バクーでは準々決勝で地元アゼルバイジャンのママダリ・メフディエフに技ありで敗れると、3位決定戦もグビニアシビリに反則負けして5位に終わった。
2022年4月の体重別では準決勝で会社の先輩である長澤憲大を背負投で破るも、決勝では前年に続いて増山に反則負けを喫した。なお、世界団体のメンバーには選ばれた。5月の全日本強化選手選考会では決勝でJRAのベイカー茉秋を技ありで破って優勝した。10月の世界団体では決勝のフランス戦で一本勝ちするなど全勝して、チームの優勝に貢献した。続く講道館杯では準決勝でベイカーに反則負けを喫して3位だった。
2023年2月のグランドスラム・パリでは2回戦でチェコのダビド・クラメルトに反則負けを喫した。3月のグランドスラム・トビリシでは準々決勝でオリンピックチャンピオンである地元ジョージアのラシャ・ベカウリに隅落で敗れるも、その後の敗者復活戦で同じく地元ジョージアのグビニアシビリを袖釣込腰で破るなどして3位になった。なお、世界団体のメンバーに選ばれた。4月の体重別では決勝でベイカーを技ありで破って優勝した。続く全日本選手権では、準々決勝でリオデジャネイロオリンピック100kg超級の銀メダリストである長府工産の原沢久喜に反則勝ちするなど全て一本勝ちして準決勝まで進むと、旭化成の王子谷剛志に技ありで敗れたものの90kg級の選手ながら3位入賞を果たした。5月の世界団体では準々決勝のジョージア戦で世界チャンピオンのルカ・マイスラゼを技あり、準決勝のオランダ戦でフランク・デ・ウィットを袖釣込腰、決勝のフランス戦でも技ありでそれぞれ勝利するなどして全勝すると、チームも優勝を飾った。6月の実業団体では2位だった。続くグランドスラム・ウランバートルでは初戦で中立選手として出場したロシアのミハイル・イゴルニコフに合技で敗れた。9月のアジア大会では2回戦で韓国のハン・ジュヨプに反則負けを喫した。団体戦では初戦のネパール戦で勝利するも、準決勝の韓国戦と決勝のウズベキスタン戦では自分の出番が回ってくる前にチームが勝利を収めた。講道館杯では決勝で明治大学4年の森健心に技ありで敗れて2位だった。
2024年3月のグランドスラム・トビリシでは3回戦でルーマニアのアレックス・クレトに反則負けを喫した。4月の体重別では前日に人生で最も高い食べ物だった7000円もする特上のうな重を食べた甲斐もあって、決勝で国士舘大学1年の川端倖明を大外刈で破り今大会2連覇を達成した。これにより、世界選手権代表に選出された。5月の世界選手権では決勝まで進むと、元世界チャンピオンであるセルビアのネマニャ・マイドフを技ありで破って優勝を飾り、男子90kg級では2005年に優勝した泉浩以来19年ぶりの世界チャンピオンとなった。6月の実業団体では2位だった。12月のグランドスラム・東京では準決勝でパリオリンピック銀メダリストであるジャパンエレベーターサービスの村尾三四郎に技ありで敗れて3位だった。
2025年2月のグランドスラム・パリでは準決勝でマイスラゼに技ありで敗れて3位だった。4月の体重別では決勝で旭化成の岡田陸を有効で破って今大会3連覇を達成した。なお、村尾とともに世界選手権代表に選ばれた。続く全日本選手権では2回戦で原沢と2年ぶりに再戦すると、技ありを先取されながら終了間際に技ありを取り返しポイントで並ぶも、0－3の判定で敗れた。6月の実業団体では決勝の旭化成戦で100㎏超級の王子谷剛志に上四方固で敗れると、チームも2位にとどまった。その直後に出場した世界選手権では、準決勝でアゼルバイジャンのエリャン・ハジエフに逆転勝ちして決勝に進むも、村尾に反則負けを喫して2位だった。世界団体では準々決勝のウズベキスタン戦で一本負けを喫するとその後出番はなく、チームも3位にとどまった。
IJF世界ランキングは2537ポイント獲得で22位(25/7/20現在)。　

## 戦績
- 2015年 - 全国高校選手権　個人戦　優勝　団体戦　優勝
- 2015年 - 金鷲旗 優勝
- 2015年 - インターハイ　団体戦　優勝
- 2016年 - 優勝大会　3位
- 2017年 - 優勝大会　3位
- 2017年 - 全日本ジュニア　3位
- 2017年 - 世界ジュニア　個人戦　優勝　団体戦　優勝
- 2017年 - 体重別団体　3位
- 2018年 - 優勝大会　2位
- 2018年 - 学生体重別　優勝
- 2018年 - 体重別団体　2位
- 2018年 - 講道館杯　2位
- 2019年 - グランドスラム・エカテリンブルグ　3位
- 2019年 - 優勝大会　2位
- 2019年 - ユニバーシアード　団体戦　3位
- 2019年 - 講道館杯 3位
- 2020年 -　講道館杯　5位
- 2021年 -　体重別　2位
- 2021年 -　グランドスラム・バクー　5位
- 2021年 - 実業個人選手権　3位
- 2022年 -　体重別　2位
- 2022年 -　全日本強化選手選考会 優勝
- 2022年 - 実業団体 3位
- 2022年 -　世界団体　優勝
- 2022年 -　講道館杯　3位
- 2023年 -　グランドスラム・トビリシ　3位
- 2023年 -　体重別　優勝
- 2023年 -　全日本選手権 3位
- 2023年 -　世界団体　優勝
- 2023年 - 実業団体 2位
- 2023年 - アジア大会　団体戦　優勝
- 2023年 - 講道館杯 2位
- 2024年 - 体重別 優勝
- 2024年 - 世界選手権　優勝
- 2024年 - 実業団体 2位
- 2024年 - グランドスラム・東京　3位
- 2025年 - グランドスラム・パリ　3位
- 2025年 - 体重別　優勝
- 2025年 - 実業団体 2位
- 2025年 - 世界選手権　2位
- 2025年 -　世界団体　3位

(出典、JudoInside.com)